# Port de l'Hers
El port de l'Hers, també anomenat port de Lers o port de Massat, és un port de muntanya dels Pirineus que s'eleva fins als 1.517 msnm i que es troba al departament de l'Arieja, als peus del Pic dels Tres Senyors. El coll uneix, per la D18, les viles de Maçat, al nord, i Vic de Sòs, a est, i a través del coll d'Agnes amb Aulús, a l'oest.

## Detalls de l'ascensió
Des de Vic de Sòs l'ascensió té 11,5 quilòmetres de llargada, en què se superen 807 metres de desnivell, a una mitjana del 7,0%, i punts en què s'arriba a un desnivell del 10,9%.
Des de Maçat l'ascensió té 16,6 quilòmetres de llargada. En aquesta distància se superen 868 metres de desnivell, a una mitjana del 5,2% i punts en què s'arriba a un desnivell del 8,9%. A 3,8 quilòmetres del cim hi ha la unió amb l'ascensió al coll d'Agnes.

## Aparicions al Tour de França
El port de l'Hers es va pujar per primera vegada al Tour de França el 1995, i des de l'aleshores s'ha pujat en set ocasions, sent la darrera el 2022.
| Any  | Etapa | Categoria | Inici etapa  | Final etapa   | Primer al cim            |
| ---- | ----- | --------- | ------------ | ------------- | ------------------------ |
| 2022 | 16    | 1         | Carcassona   | Foix          | Simon Geschke (GER)      |
| 2019 | 15    | 1         | Limós        | Foix          | Romain Bardet (FRA)      |
| 2015 | 12    | 1         | Lanamesa     | Plan de Belha | Michał Kwiatkowski (POL) |
| 2012 | 14    | 1         | Limós        | Foix          | Sergio Paulinho (POR)    |
| 2011 | 14    | 3         | Sent Gaudenç | Plan de Belha | Gorka Izagirre (ESP)     |
| 2004 | 13    | 3         | Lanamesa     | Plan de Belha | Michael Rasmussen (DEN)  |
| 1995 | 14    | 2         | Sent Orenç   | Guzet-Neige   | Marco Pantani (ITA)      |